# Esselbach
Esselbach è un comune tedesco di 2 033 abitanti, situato nel circondario del Meno-Spessart nel distretto della Bassa Franconia nel land della Baviera.